# تفجير الشعلة 2016
تفجير الشعلة 2016 هو تفجير إرهابي انتحاري إستهدف مدينة الشعلة غربي بغداد أدى إلى مقتل 12 شخص واصابة 20 آخرين حيث فجر انتحاري يرتدي حزام ناسف في حسينية الرسول الأعظم في الجانب الشرقي للمدينة وظهر الانتحاري في فيديو مصور من إحدى الكاميرات وهو يفجر نفسه وأعلن تنظيم داعش مسؤوليته عن التفجير في بيان له على الإنترنت.

## مقلات أخرى
- تفجيرات بغداد 2016
- تفجير الشعلة 2006
- تفجير الشعلة 2011
- تفجير الشعلة 2013